# Список растений, занесённых в Красную книгу Рязанской области
Список растений, занесённых в Красную книгу Рязанский области, утверждённый Постановлением министерства природопользования и экологии Рязанской области от 2 февраля 2010 года в приложении № 1, включает 9 видов мохообразных, три вида плауновидных, семь видов папоротниковидных и 84 цветковых растений.
Все виды, занесённые в Красную книгу, разбиты на категории:
- 0 — Вероятно исчезнувшие. Таксоны и популяции, известные ранее на территории области и нахождение которых в природе не подтверждено (для беспозвоночных — в последние 100 лет, для позвоночных — в последние 50 лет, для растений — в последние 50 лет).
- 1 — Находящиеся под угрозой исчезновения. Таксоны и популяции, численность и (или) ареал особей которых уменьшились до критического уровня таким образом, что в ближайшее время они могут исчезнуть.
- 2 — Сокращающиеся в численности. Таксоны и популяции с неуклонно сокращающимися численностью и (или) ареалом, которые при дальнейшем воздействии факторов, сокращающих численность и (или) ареал, могут в короткие сроки попасть в категорию находящихся под угрозой исчезновения.
- 3 — Редкие. Таксоны и популяции, которые имеют малую численность и (или) ареал на ограниченной территории или спорадически распространены на значительных территориях.
- 4 — Неопределенные по статусу. Таксоны и популяции, которые, вероятно, относятся к одной из предыдущих категорий, но достаточных сведений об их состоянии в природе в настоящее время нет, либо они не в полной мере соответствуют критериям всех остальных категорий.
- 5 — Восстанавливаемые и восстанавливающиеся. Таксоны и популяции, численность и (или) ареал которых под воздействием естественных причин или в результате принятых мер охраны начали восстанавливаться и приближаются к состоянию, когда не будут нуждаться в специальных мерах по сохранению и восстановлению.

## ЦарствоРастения(лат.Plantae)

### Мохообразные(лат.Bryophyta)
- Дикранум зеленый (лат. Dicranum viride, (Sull. et Lesq.) Lindb.)3
- Леукодон беличий (лат. Leucodon sciuroides, (Hedw.) Schwaeqr.)3
- Некера перистая (лат. Neckera pennata, Hedw.)3
- Плагиотециум скрытный (лат. Plagiothecium latebricola, Bruch et al.)3
- Сфагнум тупой (лат. Sphagnum obtusum, Warnst.)2
- Фиссиденс осмундовидный (лат. Fissidens osmundoides, Hedw.)4
- Фонтиналис гипновидный (лат. Fontinalis hypnoides, Hartm.)4
- Аномодон утонченный (лат. Anomodon attenuatus, (Hedw.) Hueb.)2
- Аномодон длиннолистный (лат. Anomodon longifolius, (Brid.) Hartm.)2

### Плауновидные(лат.Lycopodióphyta)
- Баранец обыкновенный (лат. Huperzia selaqo, L., Bernh. ex Schrank et С Mart.)1
- Полушник озёрный (лат. Isoëtes lacustris, L.)1
- Полушник щетинистый (лат. Isoëtes echinospora, Durieu)1

### Папоротниковидные(лат.Polypodióphyta)
- Диплазий сибирский (лат. Diplazium sibiricum, (Turcz. ex G. Kunze) Kurata)1
- Многорядник Брауна (лат. Polystichum braunii, (Spenn.) Fee)1
- Щитовник распростертый (лат. Dryopteris expansa, (C. Presl) Fraser-Jenkins et Germy [D. assimilis S. Walkers])3
- Гроздовник полулунный (лат. Botrychium lunaria, L., Sw.)3
- Гроздовник многораздельный (лат. Botrychium multifidum, (S.G.Gmelin) Rupr.)3
- Гроздовник виргинский (лат. Botrychium virginianum, L., Swartz)1
- Ужовник обыкновенный (лат. Ophioglossum vulgatum, L.)3

### Цветковые(лат.Magnoliophyta)
- Ежеголовник злаковый (лат. Sparqanium qramineum, Georqi)3
- Рдест длиннейший (лат. Potamogeton praelongus, Wulfen)3
- Рдест остролистный (лат. Potamoqeton acutifolius, Link)3
- Рдест узловатый (лат. Potamogeton nodosus, Poir.)3
- Каулиния тончайшая (лат. Caulinia tenuissima, (A. Br. ex Magnus) Tzvelev [Najas tenuissima A. Br. ex Maqnus])1
- Ковыль Залесского (лат. Stipa zaiesskii, Wilensky)1
- Ковыль красивейший (лат. Stipa pulcherrima, С Koch)1
- Ковыль перистый (лат. Stipa pennata, L.)3
- Ковыль узколистный (лат. Stipa tirsa, Stev.)1
- Манник дубравный (лат. Glyceria nemoralis, (Uechtr.) Uechtr, et Koem.)3
- Мятлик расставленный (лат. Роа remota, Forselles)3
- Овсец пустынный (лат. Helictotrichon desertorum, (Less.) Nevski)1
- Овсец Шелля (лат. Helictotrichon schellianum, (Hack.) Kitagava)2
- Овсяница высокая (лат. Festuca altissima, All.)3
- Перловник пестрый (лат. Melicapictapicta С. Koch)4
- Перловник трансильванский (лат. Melica transsilvanica, Schur.)3
- Осока Арнела (лат. Carex arnellii, Christ)4
- Осока войлочная (лат. Carex tomentosa, L.)4
- Осока Гартмана (лат. Сагех hartmanii, Cajand.)3
- Осока двудомная (лат. Сагех dioica, L.)4
- Осока двусемянная (лат. Сагех disperma, Dew.)4
- Осока многолистная (лат. Сагех polyphylla, Kar. et Kir.)3
- Осока расставленная (лат. Сагех remota, L.)3
- Очеретник белый (лат. Rhynchospora alba, (L.) Vahl)2
- Пушица стройная (лат. Eriophorum qracile, Koch)3
- Пушица широколистная (лат. Eriophorum latifolium, Hoppe)2
- Венечник ветвистый (лат. Anthericum ramosum, L.)3
- Лилия саранка (лат. Lilium martagon, L.)3
- Лук желтеющий (лат. Allium flavescens, Besser)3
- Лук медвежий, или черемша (лат. Allium ursinum, L.)3
- Лук подольский (лат. Allium podolicum, Blocki ex Racib. et Szafer)3
- Лук прямой, или торчащий (лат. Allium strictum, Schrad.)1
- Пролеска сибирская (лат. Scilla sibirica, Haw.)3
- Рябчик русский (лат. Fritillaria ruthenica, Wikstr.)2
- Рябчик шахматовидный (лат. Fritillaria meleaqroides, Patr. ex Schult. et Schult. fil.)3
- Касатик безлистный (лат. Iris aphylla, L.)3
- Касатик сибирский (лат. Iris sibirica, L.)3
- Шпажник черепитчатый (лат. Gladiolus imbricatus, L.)3
- Башмачок настоящий (лат. Cypripedium calceolus, L.)1
- Гаммарбия болотная (лат. Hammarbya paludosa, (L.) 0. Kuntze)1
- Гудайера ползучая (лат. Goodyera repens, (L.) R. Br.)2
- Дремлик болотный (лат. Epipactis palustris, (L.) Crantz)2
- Кокушник длиннорогий (лат. Gymnadenia conopsea, (L.) R. Br.)2
- Ладьян трёхнадрезный (лат. Corallorhiza trifida, Chatel.)1
- Любка зеленоцветковая (лат. Platanthera chlorantha, (Cust). Reichenb.)3
- Неоттианта клобучковая (лат. Neottianthe cucullata, (L.) Schlechter)2
- Пальчатокоренник балтийский (лат. Dactylorhiza baltica, (Klinqe) Oriova)4
- Пальчатокоренник кровавый (лат. Dactylorhiza cruenta, (O.F.Muell.) So)3
- Пальчатокоренник пятнистый (лат. Dactylortiiza maculata, (L.) So)3
- Пальчатокоренник Траунштейнера (лат. Dactvlorhiza traunsteineri, (Saut.) So)2
- Тайник яйцевидный (лат. Listera ovata, (L.) R. Br.)3
- Ятрышник шлемовидный (лат. Orchis militaris, L.)1
- Ива черничная (лат. Salix myrtilloides, L.)2
- Ива филиколистная (лат. Salix phylicifolia, L.)4
- Берёза приземистая (лат. Betula humilis, Schrank)2
- Горец альпийский (лат. Polyqonum alpinum, All.)3
- Гвоздика Андржеевского (лат. Dianthus andrzeiowskianus, (Zapal.) Kulcz.)3
- Гвоздика песчаная (лат. Dianthus arenarius, L.)3
- Вероника австрийская (лат. Veronica austriaca, IVeronica jacquinii Baumql)3
- Марьяник полевой (лат. Melampyrum arvense, L.)2
- Мытник мохнатоколосый (лат. Pedicularis dasystachys, Schrenk)3
- Мытник скипетровидный (лат. Pedicularis sceptrum – carolinum, L.)3
- Норичник крылатый (лат. Scrophularia umbrosa, Dum.)3
- Пузырчатка малая (лат. Utricularia minor, L.)3
- Пузырчатка средняя (лат. Utricularia intermedia, Hayne)3
- Скабиоза светло-желтая (лат. Scabiosa ochroleuca, L.)3
- Колокольчик алтайский (лат. Campanula altaica, Ledeb.)3
- Василёк русский (лат. Centaurea ruthenica, Lam.)1
- Василёк сумской (лат. Centaurea sumensis, Kalenicz.)3
- Девясил высокий (лат. Inula helenium, L.)3
- Козелец испанский (лат. Scorzonera hispanica, L., (S. taurica Bieb., S. stricta Hornem.)3
- Крестовник Швецова (лат. Senecio schwetzowii, Korsh.)1
- Крестовник эруколистный (лат. Senecio erucifolius, L.)1
- Мордовник обыкновенный (лат. Echinops ritro, L.)3
- Наголоватка паутинистая (лат. Jurinea arachnoidea, Bunge)3
- Полынь армянская (лат. Artemisia armeniaca, Lam.)3
- Полынь широколистная (лат. Artemisia latifolia, Ledeb.)3
- Серпуха венценосная (лат. Serratula coronata, L.)3
- Серпуха зюзниколистная (лат. Serratula lycopifolia, (Vill.)A. Kemer)3
- Скерда венгерская (лат. Crepisjiannonica, (Jacq.) C. Koch)3
- Солонечник мохнатый, грудница мохнатая (лат. Galatella villosa, L., Reichenb.)1
- Солонечник льновидный (лат. Galatella linosyris, L., Reichenb. fil.)2
- Солонечник русский (лат. Galatella rossica, Novopokr.)2
- Солонечник узколистный (лат. Galatella anqustissima, (Tausch) Novopokr.)1